# Jakob Breum
Jakob Breum Martinsen (* 17. November 2003 in Odense) ist ein dänischer Fußballspieler. Er spielt seit 2023 beim niederländischen Erstligisten Go Ahead Eagles Deventer und ist dänischer Juniorennationalspieler.

## Karriere

### Verein
Jakob Breum spielte zunächst bei Ubberud Idrætsforening in Blommenslyst, einem Ort in der Nähe von Odense, bevor er sich Næsby BK, einem Verein aus Odense anschloss. 2018 wechselte er in die Jugend von Odense BK. Mit der U19 wurde er 2020 dänischer A-Junioren-Meister. Am 7. Juni 2020 gab Breum im Alter von 16 Jahren beim 3:1-Heimsieg gegen Esbjerg fB sein Profidebüt in der Superligæn und bestritt bis zum Saisonende noch zwei weitere Spiele. In der anschließenden Saison 2020/21 blieb er ohne Einsatz in der Profimannschaft, ehe er dort, zunächst nach wie vor als Jugendspieler, in der folgenden Spielzeit ab September 2021 regelmäßig zum Einsatz kam. An seinem 18. Geburtstag im November 2021 stattete ihn der Verein mit einem Profivertrag über fünf Jahre bis 2026 aus. Im Mai 2022 zog er mit der Mannschaft ins Finale des dänischen Pokals ein, wo man jedoch dem FC Midtjylland im Elfmeterschießen unterlag. Nach einer weiteren Saison verließ Breum Odense im Sommer 2023 und wechselte zum niederländischen Erstligisten Go Ahead Eagles Deventer, bei dem er einen Vierjahresvertrag bis 2027 unterschrieb.

### Nationalmannschaft
Jakob Breum absolvierte von Januar 2020 bis Februar 2020 vier Spiele für die dänische U17-Nationalmannschaft. Im September 2020 folgten zwei Testspiele in Leipzig gegen Deutschland für die U18-Nationalmannschaft Dänemarks. Zwischen September 2021 und März 2022 bestritt er insgesamt neun Spiele mit der U19-Auswahl der Dänen, in denen ihm sieben Tore gelangen. Seit März 2023 gehört er dem Kader der dänischen U21-Nationalmannschaft an.